# سی و یکمین دوره جشنواره بین‌المللی فیلم فجر
سی و یکمین دورهٔ جشنوارهٔ فیلم فجر در بهمن ۱۳۹۱ در تهران برگزار شد.

## داوران
- حبیب احمدزاده: بخش مسابقهٔ فیلم‌های مستند
- محمد احمدی: بخش مواد تبلیغاتی و اطلاع‌رسانی
- محمدرضا اصلانی: بخش مسابقهٔ فیلم‌های مستند
- بهروز افخمی: بخش مسابقهٔ سینمای ایران
- فریدون حسن‌پور: بخش مسابقهٔ فیلم‌های اول
- مانی حقیقی: بخش مسابقهٔ فیلم‌های اول
- سید ضیاءالدین دری: بخش مسابقهٔ سینمای ایران
- بهرام دهقان: بخش مواد تبلیغاتی و اطلاع‌رسانی
- علیرضا زرین‌دست: بخش مواد تبلیغاتی و اطلاع‌رسانی
- حسین زندباف: بخش مسابقهٔ فیلم‌های اول
- مصطفی شایسته: بخش مسابقهٔ سینمای ایران
- مرتضی شعبانی: بخش مسابقهٔ فیلم‌های مستند
- جمال شورجه: بخش مسابقهٔ سینمای ایران
- رسول صدرعاملی: بخش مسابقهٔ سینمای ایران
- محمدرضا عرب: بخش مسابقه فیلم‌های اول
- مهدی فخیم‌زاده: بخش مسابقهٔ سینمای ایران
- مسعود فراستی: بخش مسابقهٔ فیلم‌های اول
- مینو فرشچی: بخش مسابقهٔ فیلم‌های اول
- ابراهیم فیاض: بخش مسابقهٔ فیلم‌های اول
- داوود میرباقری: بخش مسابقهٔ سینمای ایران
- سید عباس میرهاشمی: بخش مواد تبلیغاتی و اطلاع‌رسانی
- علی وزیریان: بخش مواد تبلیغاتی و اطلاع‌رسانی

## برگزیدگان و نامزدها

### مسابقهٔ سینمای ایران (سودای سیمرغ)
| بهترین فیلم | بهترین کارگردانی |
| --- | --- |
| - استرداد – محسن علی‌اکبری - دربند – امیر سمواتی - برلین ۷- – سیامک پورشریف - گناهکاران – فرامرز قریبیان - دهلیز – سید محمود رضوی                        | - پرویز شهبازی – دربند - علیرضا داوودنژاد – کلاس هنرپیشگی - بهنام بهزادی – قاعده تصادف - بهروز شعیبی – دهلیز - علی غفاری – استرداد                                       |
| بهترین بازیگر نقش اول مرد | بهترین بازیگر نقش اول زن |
| - حمید فرخ‌نژاد – استرداد - اکبر عبدی – رسوایی - امیر جعفری – قاعده تصادف - رضا عطاران – دهلیز - مهران احمدی – روز روشن                                  | - هانیه توسلی – دهلیز - الهام حمیدی – گهواره‌ای برای مادر - نازنین بیاتی – دربند - نگار جواهریان – حوض نقاشی - ترانه علیدوستی – آسمان زرد کم‌عمق                           |
| بهترین بازیگر نقش مکمل مرد | بهترین بازیگر نقش مکمل زن |

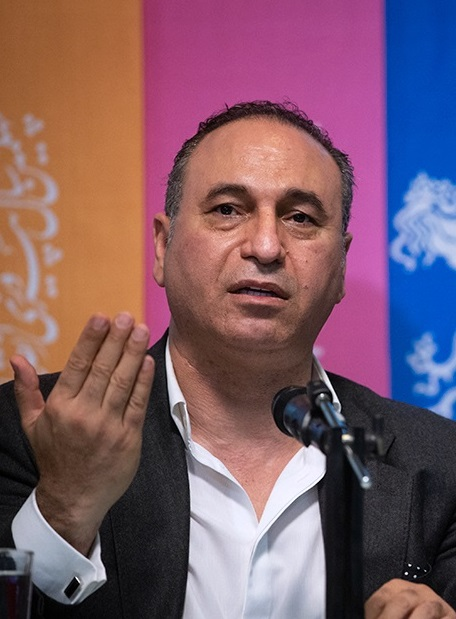
حمید فرخ‌نژاد، برندهٔ سیمرغ بهترین بازیگر نقش اول مرد

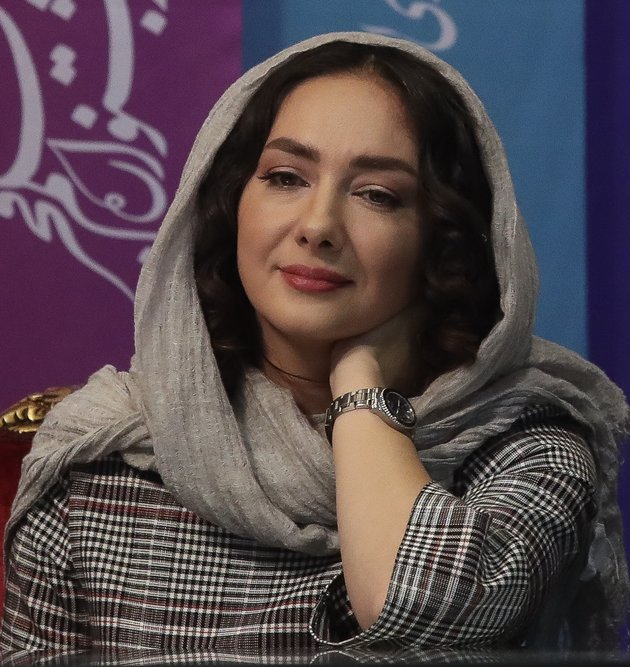
هانیه توسلی، برندهٔ سیمرغ بهترین بازیگر نقش اول زن

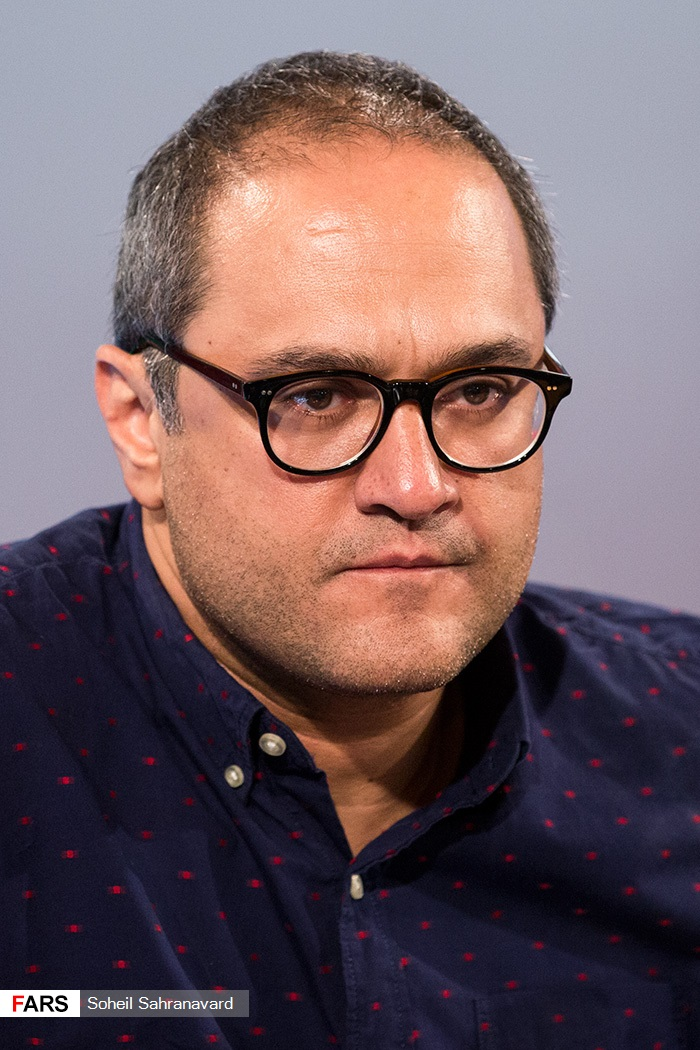
رامبد جوان، برندهٔ سیمرغ بهترین بازیگر نقش مکمل مرد

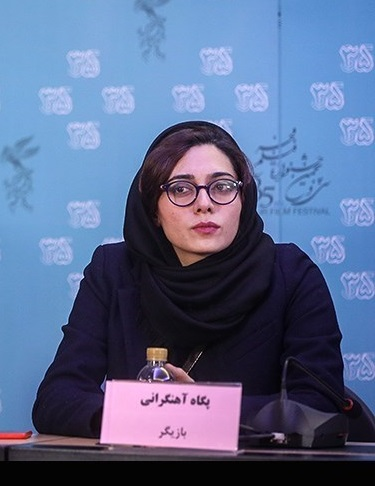
پگاه آهنگرانی، برندهٔ سیمرغ بهترین بازیگر نقش مکمل زن

| - رامبد جوان – گناهکاران - مسعود رایگان – برلین ۷- - محمدرضا شریفی‌نیا – رسوایی - بهرنگ علوی – دربند - فرهاد قائمیان – استرداد                           | - پگاه آهنگرانی – دربند - مریلا زارعی – هیس! دخترها فریاد نمی‌زنند - ندا جبرائیلی – قاعده تصادف - زهرا داوودنژاد – کلاس هنرپیشگی - شقایق فراهانی – گناهکاران              |
| بهترین فیلمنامه | بهترین موسیقی متن |
| - بهنام بهزادی – قاعده تصادف - پرویز شهبازی – دربند - علی اصغری – دهلیز - سام قریبیان – گناهکاران - علیرضا طالب‌زاده – استرداد                           | - حامد ثابت – برلین ۷- - فریدون شهبازیان – فرزند چهارم - ستار اورکی – استرداد - آرمان موسی‌پور – خاک و مرجان - کارن همایون‌فر – هیس! دخترها فریاد نمی‌زنند                  |
| بهترین صداگذاری | بهترین صدابرداری |
| - محمدرضا دلپاک – برلین ۷- - حسین ابوالصدق – دربند - مهران ملکوتی – گناهکاران - ایرج شهزادی – جیب‌بر خیابان جنوبی - محمدرضا دلپاک و حسین مهدوی – استرداد | - یدالله نجفی – قاعدهٔ تصادف - منصور شهبازی – دربند - وحید مقدسی – دهلیز - بهمن حیدری – گناهکاران - حسن زاهدی – استرداد                                                   |
| بهترین طراحی صحنه و لباس | بهترین فیلم‌برداری |
| - آتوسا قلمفرسایی – حوض نقاشی - کیوان مقدم – دربند - ایرج رامین‌فر – خسته نباشید! و استرداد - مجید میرفخرایی – رسوایی                                    | - هومن بهمنش – دربند - پیمان شادمان‌فر – آسمان زرد کم‌عمق - محمد آلادپوش – حوض نقاشی - فرشاد محمدی – برلین ۷- - محمود کلاری – استرداد - تورج منصوری – عقاب صحرا            |
| بهترین چهره‌پردازی | بهترین جلوه‌های ویژه بصری |
| - امیر اسکندری – رسوایی - سعید ملکان – آسمان زرد کم‌عمق - زهرا کمالی و فاطمه کمالی – دهلیز - محسن بابایی – استرداد - مسعود ولدبیگی – عقاب صحرا           | - بهنام خاکسار – عقاب صحرا - مجید شوندی – استرداد - امیر سحرخیز – ترنج - پیان نبوتی – فرزند چهارم - محراب مشهدبان – دهلیز                                                |
| بهترین تدوین | بهترین جلوه‌های ویژه میدانی |
| - بهرام دهقانی – آسمان زرد کم‌عمق و استرداد - حمیدرضا قربانی – دهلیز - میثم و محمدرضا مویینی – جیب‌بر خیابان جنوبی - مصطفی خرقه‌پوش – برلین ۷-             | - محسن روزبهانی – استرداد - رضا ترکمان – عقاب صحرا - آرش آقابیک – دهلیز - اصغر پورهاجریان – گناهکاران - محسن روزبهانی – زیباتر از زندگی - عباس شوقی – جیب‌بر خیابان جنوبی |
| جایزه ویژه هیئت داوران | بهترین فیلم از نگاه تماشاگران |
| - علیرضا داوودنژاد – کلاس هنرپیشگی | - حوض نقاشی – منوچهر محمدی - هیس! دخترها فریاد نمی‌زنند – پوران درخشنده                                                                                                   |
| بهترین فیلم از نگاه ملی | |
| - انسیه شاه‌حسینی و سید سعید سیدزاده – زیباتر از زندگی                                                                                                   | |

- بهترین فیلم مستند: رامتین بالف (رودخانه لیان)
- بهترین کارگردانی مستند: مهدی زمانپور کیاسری (مشتی اسماعیل)
- بهترین دستاورد فنی و هنری مستند: هادی بهروز برای فیلمبرداری (آخرین روزهای زمستان)
- جایزهٔ بهترین فیلم از نگاه تماشاگران بخش بین‌الملل: بهنام بهزادی برای فیلم قاعدهٔ تصادف

### جوایز و نامزدی‌ها
| نامزدی‌ها | فیلم                      |
| -------- | ------------------------- |
| ۱۴       | استرداد                   |
| ۱۰       | دربند                     |
| ۱۰       | دهلیز                     |
| ۷        | گناهکاران                 |
| ۶        | برلین ۷-                  |
| ۵        | قاعده تصادف               |
| ۴        | رسوایی                    |
| ۴        | آسمان زرد کم‌عمق           |
| ۴        | عقاب صحرا                 |
| ۳        | حوض نقاشی                 |
| ۳        | جیب‌بر خیابان جنوبی        |
| ۲        | کلاس هنرپیشگی             |
| ۲        | هیس! دخترها فریاد نمی‌زنند |
| ۲        | فرزند چهارم               |
| ۱        | روز روشن                  |
| ۱        | گهواره‌ای برای مادر        |
| ۱        | خاک و مرجان               |
| ۱        | خسته نباشید!              |
| ۱        | ترنج                      |
| ۱        | زیباتر از زندگی           |

| تعداد جوایز | نام فیلم                  |
| ----------- | ------------------------- |
| ۴           | استرداد                   |
| ۳           | دربند                     |
| ۲           | حوض نقاشی                 |
| ۲           | قاعده تصادف               |
| ۲           | برلین ۷-                  |
| ۱           | دهلیز                     |
| ۱           | گناهکاران                 |
| ۱           | رسوایی                    |
| ۱           | عقاب صحرا                 |
| ۱           | آسمان زرد کم‌عمق           |
| ۱           | کلاس هنرپیشگی             |
| ۱           | زیباتر از زندگی           |
| ۱           | هیس! دخترها فریاد نمی‌زنند |

### مسابقهٔ فیلم‌های اول (نگاه نو)
- سیمرغ بهترین فیلم: سید محمود رضوی برای فیلم دهلیز
- سیمرغ بهترین کارگردانی: هادی مقدم‌دوست (سربه‌مهر)
- سیمرغ بهترین دستاوردهای فنی هنری: فرشاد محمدی برای فیلمبرداری (برلین ۷-)

### مسابقه تبلیغات
| بهترین پوستر | بهترین تیزر و آنونس |
| --- | --- |
| - فرشته طائرپور – آینه‌های روبرو - محمد روح‌الامین – روزهای زندگی - احسان برابادی – زندگی خصوصی آقا و خانم میم - آرش صادقی لواسانی نیا – شور شیرین - عرفان بهکار مهربانی – همه چی آرومه | - فرشته طائرپور و نگار آذربایجانی– آینه‌های روبرو - حمید نجفی‌راد – زندگی خصوصی آقا و خانم میم - امیرشیبان خاقانی – من مادر هستم - نازنین مفخم – من همسرش هستم - امیرشیبان خاقانی – یک عاشقانه ساده |
| بهترین عکس | |
| - امید صالحی – روزهای زندگی - مانی لطفی‌زاده – آینه‌های روبرو - ساتیار امامی – بغض - رضا عباسی – زمانی برای دوست داشتن - امیرحسین شجاعی – زندگی خصوصی آقا و خانم میم                    | |

## بزرگداشت‌ها
- جمشید مشایخی، بازیگر
- پرویز شیخ‌طادی، طراح صحنه و لباس، کارگردان
- مهری شیرازی، چهره‌پرداز
- جهانگیر الماسی، بازیگر
- نادر طالب‌زاده